# Бульвар по улице Титова (Владикавказ)
Бульвар по улице Титова — ботанический памятник природы регионального значения (номер в реестре № 1510148) во Владикавказе в исторической части города на улице Титова.
Находится в ведении Министерства природных ресурсов и экологии Республики Северная Осетия-Алания.
Расположен в долине Терека. Площадь бульвара — 1,1219 га, протяжённость границ земельного участка — 1848 м.
Границы бульвара проходят по бордюрам, которые ограничивают его от проезжей части улицы Титова на севере и юге, улицы Зортова на западе и Маркова на востоке. Улицы Августовских событий, Интернациональная и Маркуса, перпендикулярные улице Титова, разделяют бульвар на три части.
Бульвар начал формироваться в конце XIX века на Госпитальной улице (современная улица Титова), где в середине XIX века был построен военный госпиталь, обслуживавший первоначально Владикавказскую крепость и с начала XX века — городское население. До настоящего времени сохранился Госпитальный сквер, находящийся на северной стороне бульвара на углу улицы Титова и Интернациональной.
Биология
Вдоль всего бульвара произрастают смешанные посадки ясеня, акации белой, клёна остролистного, вяза голого и вяза мелколистного. Также произрастают молодые посадки ели европейской и рябины греческой. Средний диаметр ствола взрослого ясеня и акации — от 40 до 60 сантиметров. На границах бульвара с проезжей частью произрастают кусты спиреи, чубушника и бирючины. Травянистый покров бульвара представлен газонами, на которых произрастают овсянницево-мятликовая группа с доминантами пырея ползучего, ежи сборной, мятлика полевого и овсяницей тростниковой. Ежегодно в малом количестве высаживаются различные цветочные однолетники.
На бульваре встречаются голубь сизый, горлица кольчатая, скворец обыкновенный, сорока, грач, ворона серая, славка серая, славка черноголовая, пеночка-теньковка, горихвостка обыкновенная, дрозд чёрный, синица большая, лазоревка обыкновенная, воробей домовой, зяблик.